# Casa de España (San Juan)
La Casa de España es un casino español y centro social histórico ubicado en el barrio del Viejo San Juan en San Juan, Puerto Rico. La organización fue fundada en 1914 por la comunidad española de Puerto Rico y el actual edificio en la avenida de la Constitución fue inaugurado por la comunidad en 1934.
Aunque se llama "Casa" de España, nunca ha sido una residencia como tal; si no más bien una "casa" figurativa para los paisanos españoles en la isla. Desde 1983 el edificio está registrado en el Registro Nacional de Lugares Históricos.
Actualmente, el centro ya no funciona como centro social para la comunidad española como tal pero ofrece clases culturales de danza española y los espacios se alquilan para organizar eventos como bodas, bautismos y gala.
El edificio está abierto toda la semana al público para visitar de manera gratuita de 9:00 a 18:00.

## Arquitectura

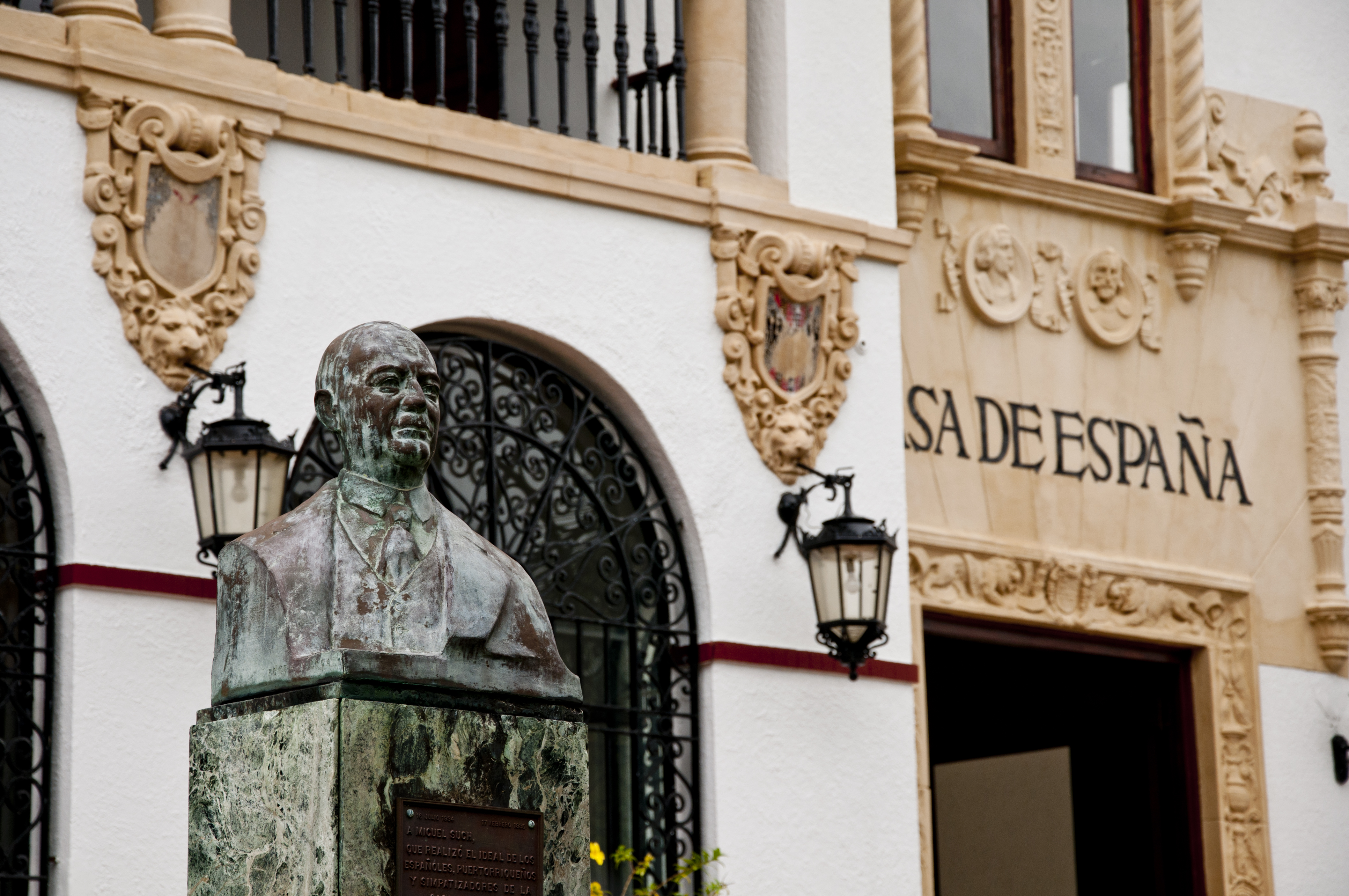
Vista de la fachada de la Casa de España en San Juan.

El inmueble de la organización española fue diseñado en un estilo neoárabe y mudéjar por el arquitecto puertorriqueño Pedro Adolfo de Castro y se inauguró en 1934. El edificio es un típico palacio mudéjar cuyo perímetro mide unos 36 metros de ancho y 48 metros de largo. En su interior se encuentra un patio rectangular que mide 16 metros de ancho por 26 metros de largo.
La fuente en el exterior del edificio es una copia de una fuente en el Patio de los Leones en La Alhambra en Granada, España.
En el 2008 se rodaron dos escenas en el patio de interior para la película de Disney, Programa de protección para princesas.